# Búcsúszentlászló
Búcsúszentlászló là một thị trấn thuộc hạt Zala, Hungary. Thị trấn này có diện tích 1,54 km², dân số năm 2010 là 859 người, mật độ 558 người/km².